# Harold Carmichael
Lee Harold Carmichael (* 22. September 1949 in Jacksonville, Florida) ist ein ehemaliger US-amerikanischer American-Football-Spieler. Er spielte als Wide Receiver und Tight End in der National Football League (NFL) bei den Philadelphia Eagles und den Dallas Cowboys. Mit einer Körpergröße von 2,03 m ist er der größte Wide Receiver in der Geschichte der NFL.

## Spielerlaufbahn

### Collegekarriere
Harold Carmichael spielte in seiner Geburtsstadt auf der Highschool Klarinette in der Schulband, bevor er sich entschloss als Quarterback Football zu spielen. Nach seinem Schulabschluss schloss er sich ab 1967 der Southern University in Baton Rouge, Louisiana, an. Für die Southern Jaguars spielte er Basketball und zusammen mit Mel Blount College Football. In der Footballmannschaft wechselte Carmichael auf die Position eines Wide Receivers. In seinem letzten Studienjahr fungierte er als Mannschaftskapitän der Footballmannschaft und wurde zum All-American und zum All-Conference der Southwestern Athletic Conference gewählt.

### Profikarriere
Carmichael wurde im Jahr 1971 von den Philadelphia Eagles in der siebten Runde an 161. Stelle gedraftet. Von den Eagles wurde er zunächst als Tight End eingesetzt. Bereits in seinem Rookiespieljahr erhielt seine Karriere einen deutlichen Rückschlag. Im neunten Spiel der Saison gelangen ihm gegen die Dallas Cowboys vier Passfänge für einen Raumgewinn von 74 Yards. Allerdings erlitt er während des Spiels durch einen Tackle von Linebacker Lee Roy Jordan eine Knieverletzung, die ihn dazu zwang den Rest der Saison auszusetzen. 1972 kehrte er als Wide Receiver in die Mannschaft zurück, erhielt aber zunächst nur wenig Einsatzzeit. Die Eagles hatten in diesem Jahr unter Offense Coordinator Tom Fears die schlechteste Offense der Liga und gewannen lediglich zwei von 14 Spielen. 1973 übernahm Mike McCormack das Traineramt bei der Mannschaft aus Philadelphia. Im selben Jahr übernahm der ehemalige Wide Receiver und Pro-Bowl-Spieler Boyd Dowler die Betreuung der Wide Receiver der Eagles. Der Aufstieg von Carmichael zu einem der besten Wide Receiver seines Jahrzehnts begann. Carmichael fing in diesem Jahr 67 Pässe von Quarterback Roman Gabriel und erzielte damit einen Raumgewinn von 1116 Yards. Beide Werte waren NFL Jahresbestleistungen.
Erst mit der Verpflichtung von Head Coach Dick Vermeil im Jahr 1976 entwickelten sich die Eagles zu einem Spitzenteam. Im Jahr 1978 konnte sich Carmichael das erste Mal für die Play-offs qualifizieren, wo sie allerdings vorzeitig mit 13:14 an den Atlanta Falcons scheiterten. Carmichael hatte im ersten Spielviertel einen Pass von Quarterback Ron Jaworski zu einem Touchdown verwerten können, was an der Niederlage seiner Mannschaft allerdings nichts änderte.
Nach der Regular Season 1979 konnten sich die Eagles erneut für die Play-offs qualifizieren. Im Wildcard-Spiel gegen die Chicago Bears konnte Carmichael sechs Pässe für einen Raumgewinn von 111 Yards fangen. Mit zwei Touchdowns trug er entscheidend zum 27:17-Sieg seiner Mannschaft bei. Obwohl Harold Carmichael auch im nachfolgenden Divisional-Play-off-Spiel gegen die Tampa Bay Buccaneers eine herausragende Leistung zeigte – mit drei Passfängen konnte er 92 Yards Raumgewinn und einen Touchdown erzielen –, gingen die Eagles mit einer 17:24-Niederlage vom Platz.
Im Jahr 1980 gelang Carmichael sein einziger Titelgewinn. Die Eagles hatten in der Regular Season zwölf von 16 Spielen gewonnen und trafen im Divisional-Play-off-Spiel auf die Minnesota Vikings. Carmichael konnte sieben Pässe von Jaworski fangen, darunter ein Touchdownpass im zweiten Spielviertel. Das Team aus Pennsylvania gewann letztendlich mit 31:17. Im NFC Championship Game trafen die Eagles dann auf die Dallas Cowboys, die sich mit 7:20 den Eagles geschlagen geben mussten. Der Sieg bedeutete die Qualifikation für den Super Bowl, wo man im Super Bowl XV auf die von Tom Flores betreuten Oakland Raiders traf. Mit fünf Passfängen für einen Raumgewinn von 83 Yards war Carmichael erneut eine Stütze in der Offense seines Teams, was an der 10:27-Niederlage seiner Mannschaft nichts änderte. 1981 spielte Carmichael das letzte Mal mit seinen Eagles in den Play-offs. Mit einer 21:27-Niederlage gegen die New York Giants scheiterten sie allerdings bereits im Wildcard-Spiel. Carmichael gelang sein letzter Touchdown in einem Play-off-Spiel. Nach der Saison 1983 wurde Harold Carmichael von den Philadelphia Eagles entlassen. Er unterschrieb einen Vertrag bei den von Tom Landry betreuten Dallas Cowboys, kam aber über eine Reservistenrolle nicht hinaus und beendete nach einem Spieljahr seine Laufbahn.

## Nach der Laufbahn
Harold Carmichael arbeitet zurzeit in der Organisation der Philadelphia Eagles und ist für die Entwicklung der Spieler verantwortlich. Er ist verheiratet und hat einen Sohn. Die Familie lebt in Philadelphia.

## Ehrungen
Carmichael spielte viermal im Pro Bowl, wurde sechsmal zum All-Pro gewählt und ist Mitglied im NFL 1970s All-Decade Team, in der Louisiana Sports Hall of Fame, in der Philadelphia Sports Hall of Fame und in der Florida Sports Hall of Fame. Die Philadelphia Eagles ehren ihn in der Eagles Hall of Fame. Im Jahr 1980 erhielt er den Walter Payton Man of the Year Award und im Jahr 2020 erfolgte die Aufnahme in die Pro Football Hall of Fame.